# Geisweid
Geisweid (bis 1963 Klafeld (mundartlich Kloawend), später auch Klafeld-Geisweid) ist ein Stadtteil im Norden der Universitätsstadt Siegen.

## Geographie

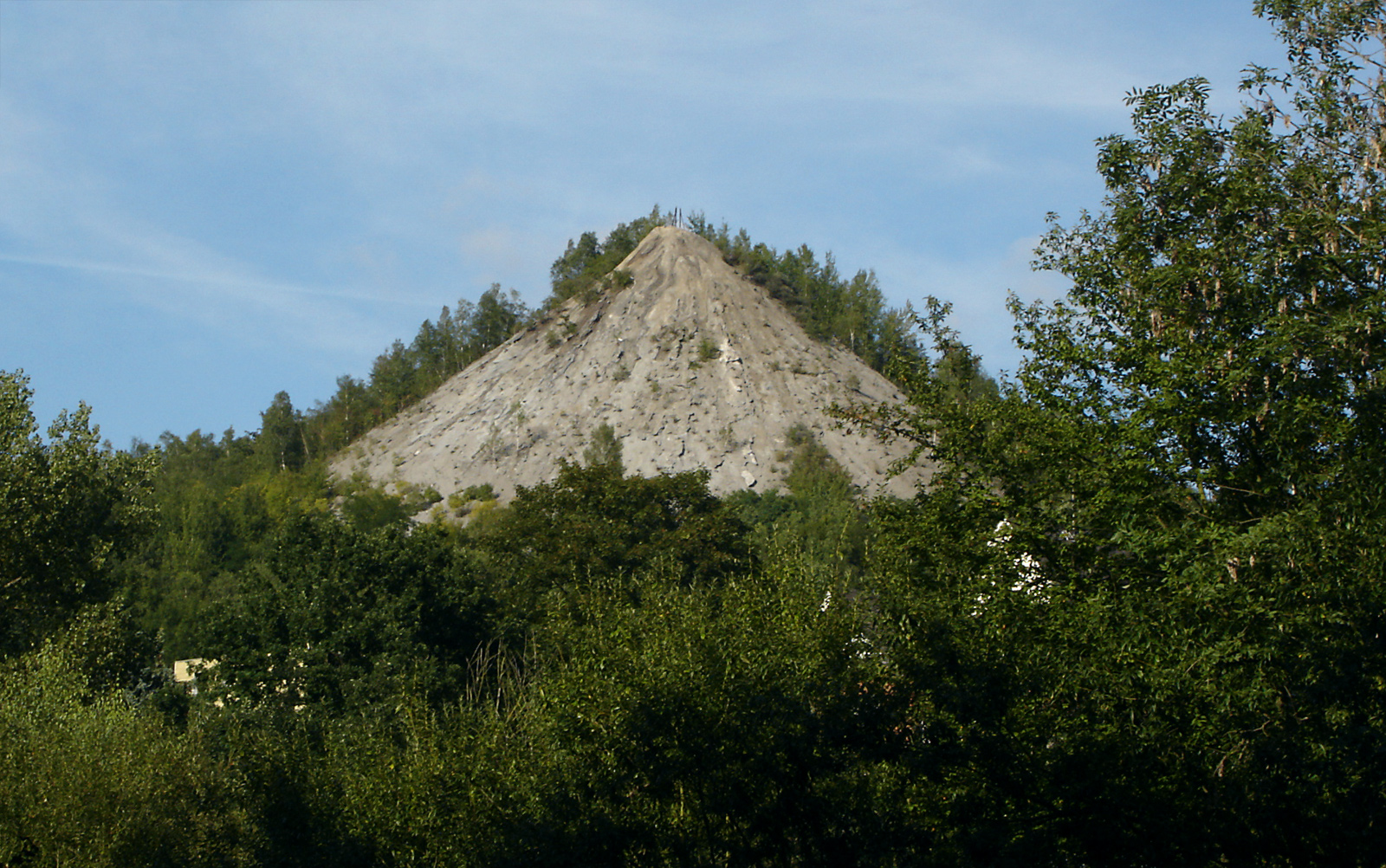
„Monte Schlacko“

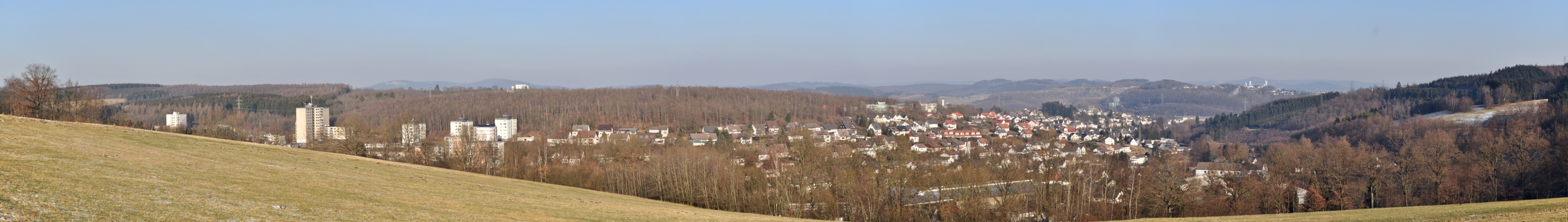
Blick auf Teile Langenholdinghausens, Geisweids (Mitte bis Mitte rechts) und Birlenbachs von der Trupbacher Höhe

Geisweid grenzt an die Stadtteile Sohlbach, Weidenau, Setzen, Dillnhütten sowie Birlenbach und Langenholdinghausen. Zudem bezeichnet Geisweid heute einen der sechs Siegener Stadtbezirke, die der Stadtteil gemeinsam mit den Stadtteilen Birlenbach, Meiswinkel, Langenholdinghausen, Dillnhütten, Sohlbach, Buchen, Niedersetzen und Obersetzen bildet.
Topografisch weist das Gebiet des Stadtteils neben der vom Sohlbach – in diesem Bereich größtenteils überbaut – durchzogenen Ebene im Zentrum Geisweids auch diverse Erhebungen auf, an denen Wohngebiete angesiedelt sind. Dies sind neben dem Heckenberg und dem Schießberg der Ruhrst sowie die Wenscht. Im zwischen Schießberg und Wenscht gelegenen Hofbachtal fließt der Hofbach, der sich hier seinen Weg bis ins Geisweider Zentrum bahnt. Zudem befindet sich im Hofbachtal der „Große Schwanenteich“. Unweit davon, im Park im Albichtal, ist der „Kleine Schwanenteich“ gelegen.
Geografisch liegt Geisweid im Ferndorfbachtal sowie in dessen westlich angrenzenden Seitentälern des Birlen- und Sohlbaches auf einer Höhe zwischen 250 und 370 m Höhe. Der Monte Schlacko bildet mit 373,8 m Höhe die höchste, wenn auch künstliche Erhebung in der Ortsgemarkung. Andere Berge sind zum Beispiel der Mühlenberg mit 335 m Höhe.

## Geschichte

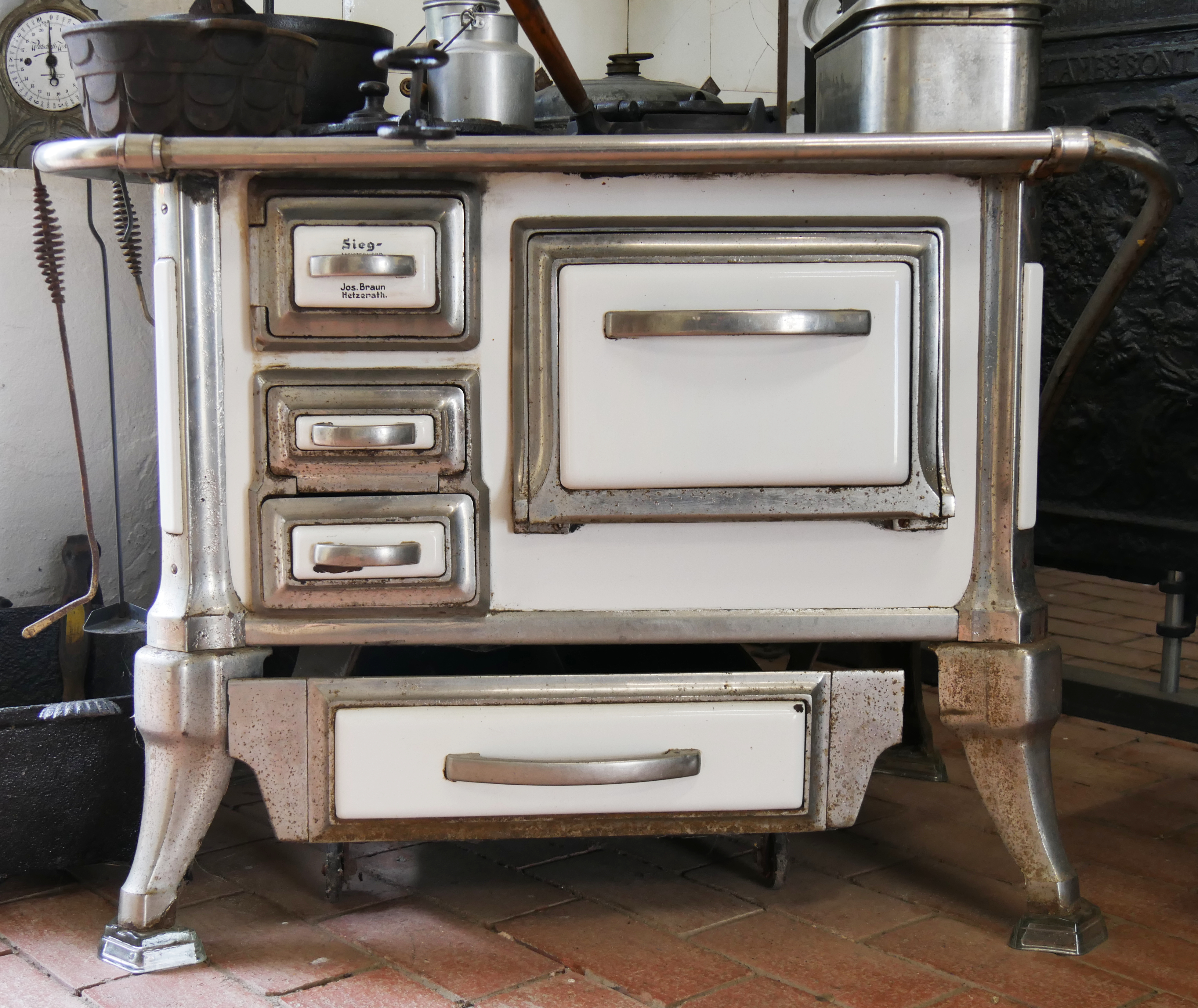
Küchenherd aus der Produktion der Siegerländer Herdfabrik, heute im Freilichtmuseum Roscheider Hof

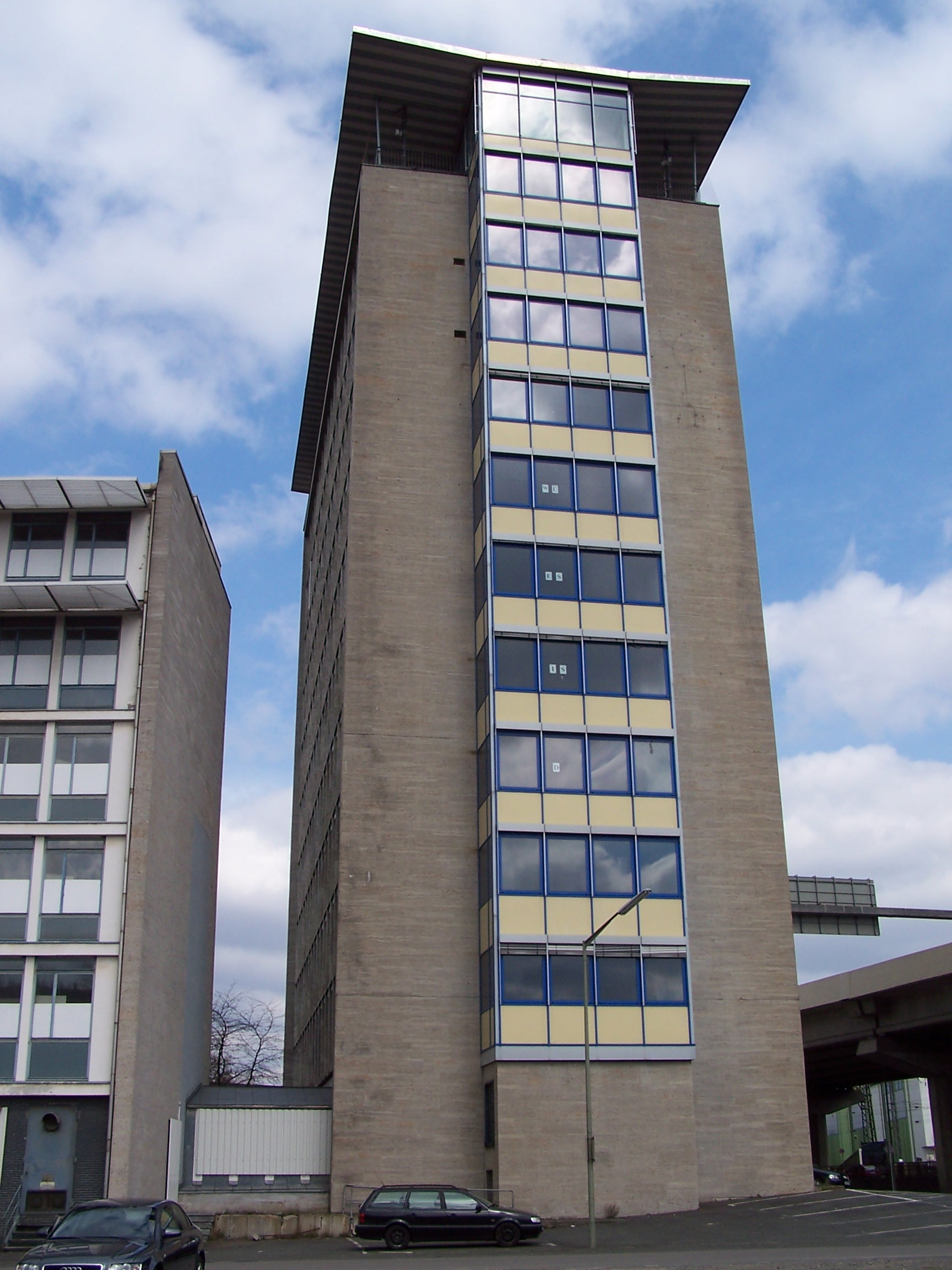
Ehemaliges Hochhaus der Krupp-Stahlwerke

Eine urkundliche Erwähnung von Klafeld (Clafeld), Teil des heutigen Stadtteils Geisweid, fand erstmals zwischen 1079 und 1089 statt. Klafeld wuchs im 17. Jahrhundert mit der damals knapp 250 Jahre alten Hüttensiedlung Geisweid zusammen.

### 19. und 20. Jahrhundert
1819 wurde eine evangelische Marktschule errichtet, die bis 1937 genutzt wurde.
Geprägt wurde Klafeld durch die stahlverarbeitende Industrie, welche Klafeld in der Vergangenheit zu einer wohlhabenden Gemeinde machte. Davon zeugt heute noch das ausgedehnte Gelände der Deutschen Edelstahlwerke (früher Krupp-Stahlwerke Südwestfalen), sowie die Schlackenhalde, die von den Einwohnern „Monte Schlacko“ genannt wird, ähnlich wie Halden im Ruhrgebiet und im Saarland – die wesentlich größer sind, auch wenn sie nicht so prominent sichtbar sind und das Stadtbild prägen wie in Geisweid. Im Ort gab es zwei große Hüttenwerke. Die Birlenbacher Hütte wurde 1463 erstmals erwähnt und war bis 1971 in Betrieb. Die Bremer Hütte entstand erst 1873 im Zuge der Eisenbahnanbindung. Die Hütte wurde bereits 1929 wieder geschlossen.
Seit 1845 bestanden die Geisweider Eisenwerke. Sie entstanden aus dem alten Geisweider Hammer. 1951 erfolgte die Konsolidation mit dem Stahlwerk Hagen AG zur Stahlwerke Südwestfalen AG, die in der Nachkriegszeit zunächst zu den wichtigsten deutschen Konzernen ihrer Branche gehörte. Von 1974 bis 1984 übernahm dann die Krupp Stahl AG nach und nach das Unternehmen. Nach diversen weiteren Umgliederungen verkaufte Thyssenkrupp 2004 das heute als Deutsche Edelstahlwerke Specialty Steel firmierende Konglomerat aus mehreren deutschen Werken an den Schweizer Stahlkonzern Schmolz + Bickenbach.
Geisweid verfügte über nicht so große Gruben wie die Nachbargemeinde Weidenau. Die größte war die Grube Nordstern, die 1720 erstmals erwähnt wurde. 1855 wurde der Tiefe Stollen angelegt. Gefördert wurden aus einer Teufe von bis zu 67 m Roteisenstein und Eisenglanz, ehe die Grube 1885 wegen Unrentabilität geschlossen wurde.
Am 20. Juli 1881 richtete ein Unwetter nach wochenlang anhaltender Hitze schwere Schäden im Ort an.
Bekannt wurde der Stadtteil auch durch die 1896 gegründete Siegerländer Herdfabrik, ab 1927 Umfirmierung in Sieg-Herd-Fabrik. 1964 erfolgt der Umzug des Unternehmens nach Buschhütten bei Kreuztal.
Zwischen 1954 und 1960 entstand in der „Vorderen Wenscht“ eine der sogenannten Marshallplan-Siedlungen. Auf Initiative von Erich Dudziak, dem damaligen Arbeitsdirektor der Stahlwerke Südwestfalen, wurde hier eine Gartenstadt mit 220 Eigenheimen und 330 Mietwohnungen errichtet, die von Helmut Erdle aus Stuttgart und Karl Brunne aus Unna-Hemmerde entwickelt worden war. Gemeinsam mit den bereits vorher ab 1950 bzw. 1952 bebauten Bereichen „Hintere Wenscht“ und „Obere Wenscht“ ist sie heute unter der Bezeichnung Wenscht bekannt.
Am 11. Juni 1963 wurde die Gemeinde Klafeld, wie vom Klafelder Rat am 4. September 1962 gefordert, in Geisweid umbenannt. Sie wurde oft überregional als Klafeld-Geisweid bezeichnet. Am 1. Juli 1966 wurde der Ort in die neue Gemeinde Hüttental, die aus dem heutigen Siegener Stadtteil Weidenau und acht weiteren Gemeinden gebildet wurde, eingemeindet. Bis dahin gehörte er dem Amt Weidenau an. Am 1. Januar 1975 wurde die Stadt Hüttental in die Stadt Siegen eingemeindet.

### Wappen
| Wappen der ehemaligen Gemeinde Klafeld ab 1963 Geisweid | Blasonierung: „In Blau eine erhöhte eingebogene goldene (gelbe) Spitze (Bergkegel) belegt mit einem blauen Wellenbalken; davor stehend ein Hüttenmann im blauen Hemd, schwarzer Schürze und schwarzem Hut, der mit blauer Zange einen roten Eisenblock greift.“ |
| Wappen der ehemaligen Gemeinde Klafeld ab 1963 Geisweid | Wappenbegründung: Das Wappen wurde am 2. Mai 1952 vom nordrhein-westfälischen Innenminister genehmigt. Als Symbole dieser Entwicklung sind daher die markante Sandhalde der früheren Bremerhütte als Bergkegel und die beiden Wasserläufe Ferndorfbach und Sohlbach als ein Wellenbalken dargestellt. Der Hüttenmann symbolisiert die Schwerindustrie, die sich aus kleinen Eisenhütten heraus zu weltbekannten Unternehmen im Kreis der Siegerländer Hochofen-, Eisen-, Hütten- und Walzwerke entwickelt hat. |

### Einwohnerzahlen
Einwohnerzahlen des Ortes:
| Jahr | Einwohner |
| ---- | --------- |
| 1818 | 0.534     |
| 1885 | 2.424     |
| 1895 | 3.546     |
| 1905 | 5.292     |
| 1910 | 6.576     |
| 1925 | 7.506     |
| 1933 | 7.900     |

| Jahr | Einwohner |
| ---- | --------- |
| 1939 | 08.298    |
| 1946 | 09.867    |
| 1950 | 11.039    |
| 1961 | 15.026    |
| 1975 | 16.562    |
| 1986 | 14.899    |
| 1994 | 15.205    |

| Jahr | Einwohner |
| ---- | --------- |
| 1998 | 14.929    |
| 2004 | 13.647    |
| 2006 | 13.489    |
| 2008 | 13.318    |
| 2009 | 13.270    |
| 2010 | 13.217    |
| 2011 | 13.254    |

| Jahr | Einwohner |
| ---- | --------- |
| 2012 | 13.233    |
| 2013 | 13.203    |
| 2014 | 13.297    |
| 2015 | 13.416    |
| 2016 | 13.459    |
| 2022 | 13.798    |

## Infrastruktur und Wirtschaft

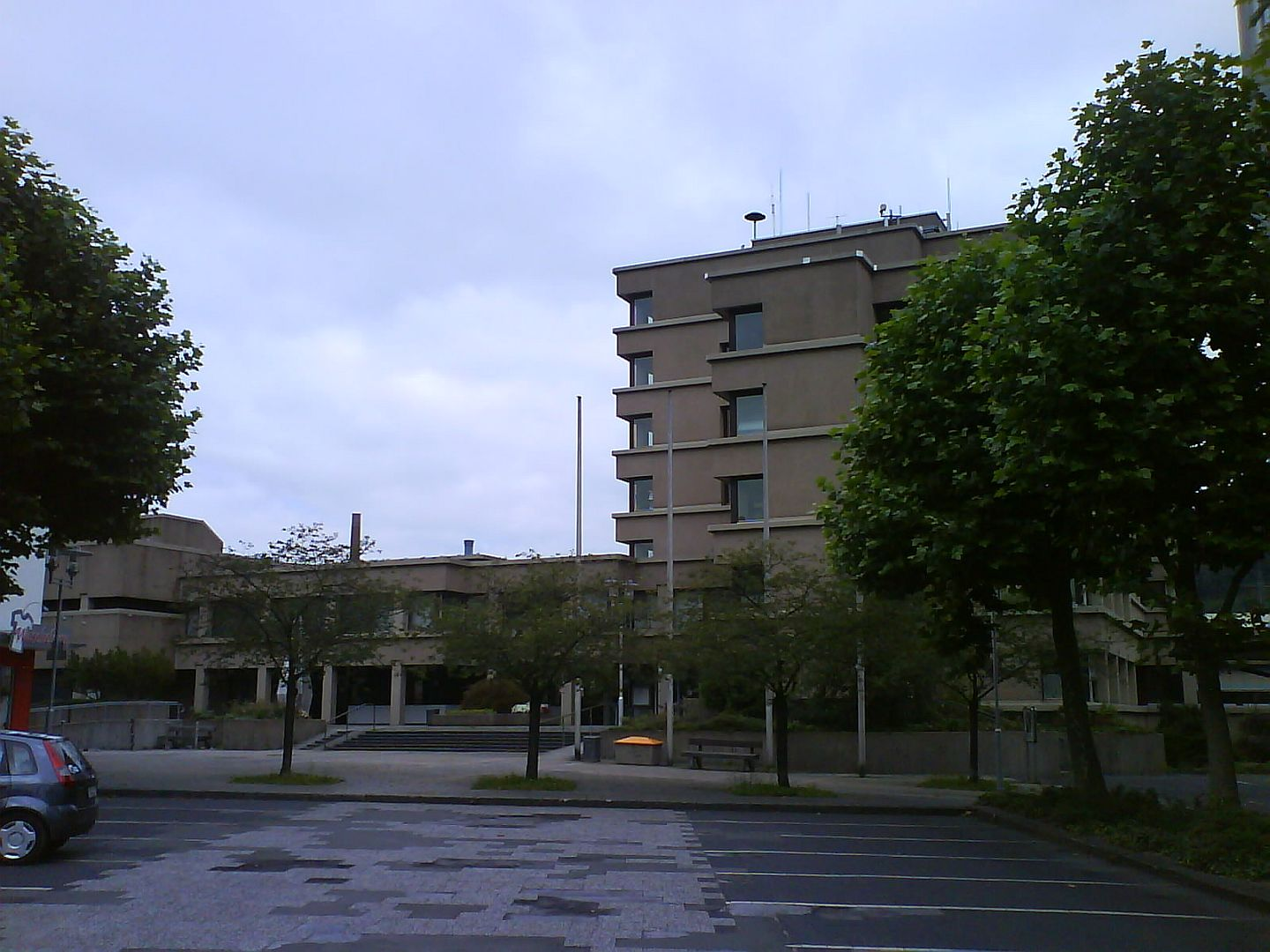
Rathaus in Geisweid

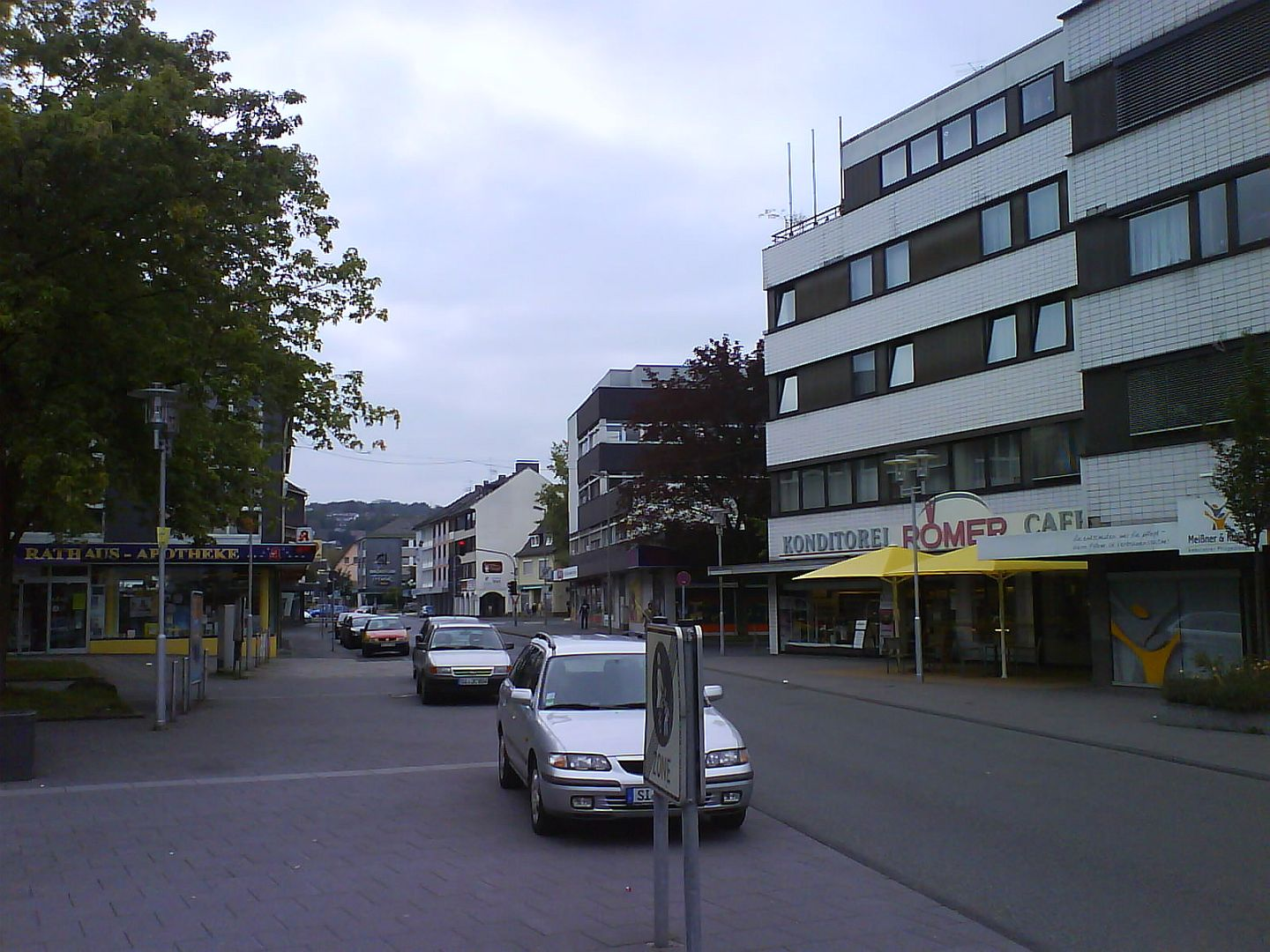
Einkaufsstraße in Geisweid – Rijnsburger Straße

Zur heutige Infrastruktur Geisweids gehört eine Einkaufsstraße, in der neben diversen Einzelhändlern und Dienstleistern sowie einem Hotel auch das Rathaus Geisweid angesiedelt ist. Zudem existiert ein Freibad mit 10-Meter-Sprungturm, das im Jahr 2010 mit veranschlagten Baukosten von 2,9 Millionen Euro einer Komplett-Sanierung unterzogen wurde. Ferner befindet sich auf dem Schießberg die Friesenhalle, die für diverse Veranstaltungen genutzt wird.

### Verkehr

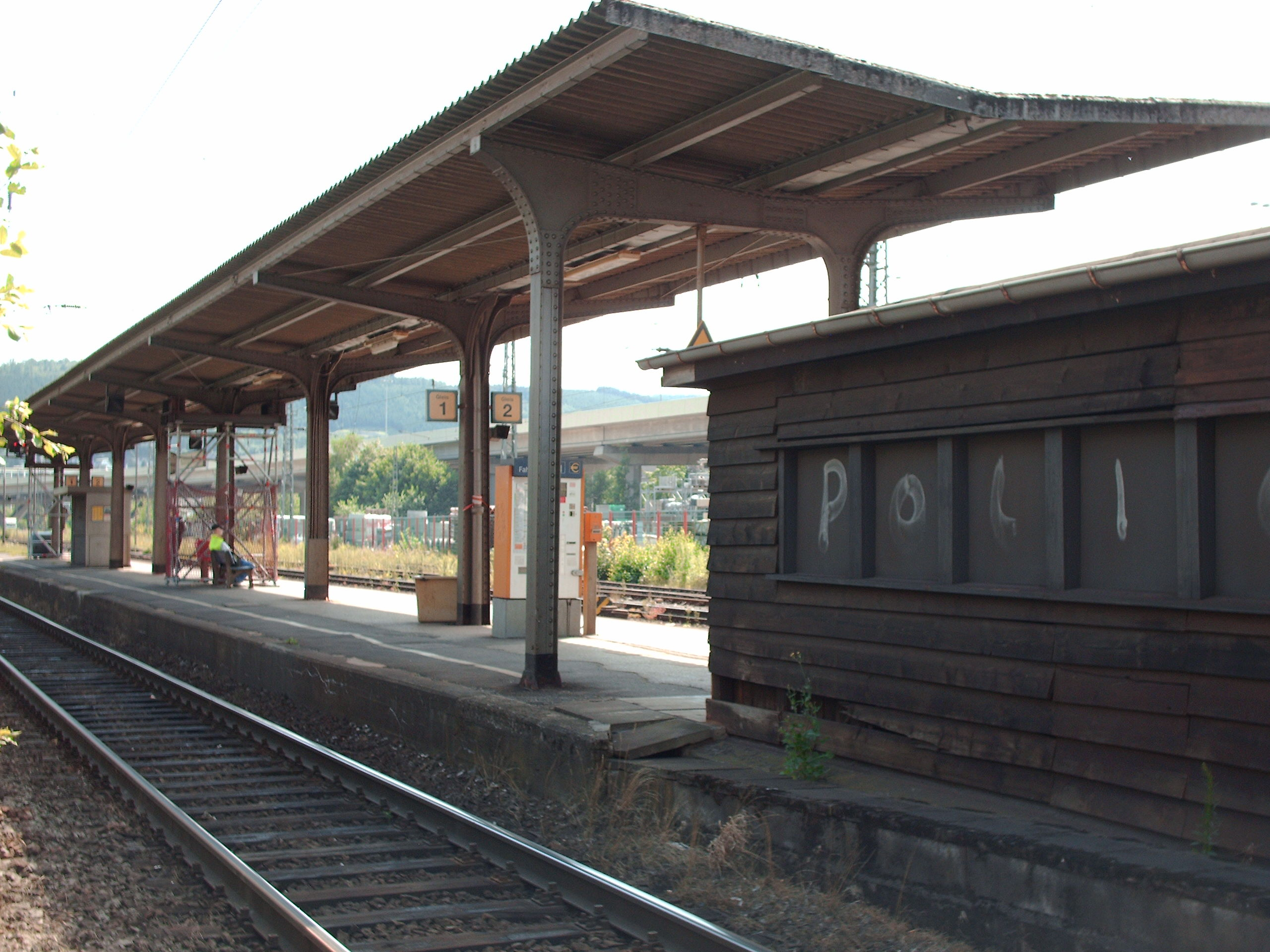
Bahnhof Siegen-Geisweid vor der Modernisierung

Durch Geisweid führt die Siegener Stadtautobahn Hüttentalstraße, kurz HTS. Vom Busbahnhof Geisweid werden die nördlichen Siegener Stadtteile sowie die Hauptachse Siegen-Kreuztal im Linienverkehr bedient.
Über den Bahnhof Siegen-Geisweid ist Geisweid an die Ruhr-Sieg-Strecke angeschlossen. Bis zum 28. September 1968 (Fahrplanwechsel) trug der Bahnhof die Bezeichnung Geisweid und anschließend bis 2008 die Bezeichnung Hüttental-Geisweid.

### Bildung
Im Stadtteil sind mehrere Bildungseinrichtungen vorhanden. Auf dem Schießberg liegt die 2016 eingerichtete Gesamtschule am Schiessberg. Die Grundsteinlegung des Gebäudes datiert vom 22. Oktober 1962. Die ehemalige Hauptschule, die Geschwister-Scholl-Schule, entstand durch die Zusammenlegung der ehemaligen Klafelder Schule. Sie befand sich in einem 1872 entstandenen Gebäude in der Geisweider Hüttenstraße. Zunächst wurde die Schule in Hauptschule am Schießberg umbenannt, wenig später aber zur eigentlichen Bezeichnung gewechselt. Ihre Heimat erhielt die Schule dann im Anfang der 1980er Jahre errichteten und am 30. September 1982 eingeweihten Neubau oberhalb der Realschule. Die Realschule sowie die Hauptschule liefen 2021 aus.
In Geisweid gibt es zwei Grundschulen. Auf dem Ruhrst gelegen ist die Geisweider Grundschule. In der Wenscht liegt die Albert-Schweitzer-Grundschule.
Die auf dem Heckenberg befindliche Hüttentalschule war dort seit Anfang der 1980er Jahre angesiedelt. Nachdem ihr Standort vormals in der nahe Birlenbach befindlichen Grundschule in der Diesterwegstraße am Fuße des Schießbergs gelegen war, wurde die Hüttentalschule zum Ende des Schuljahres 2017/2018 geschlossen.
Überdies existieren folgende Bildungseinrichtungen im Stadtteil:
- bbz – Berufsbildungszentrum der IHK Siegen[30]
- Technologiezentrum Siegen, ein Gründerzentrum u. a. für Start-Up-Unternehmen, das sich anfangs im Lyzeum in Siegen befand (Eröffnung am 28. November 1985[31])

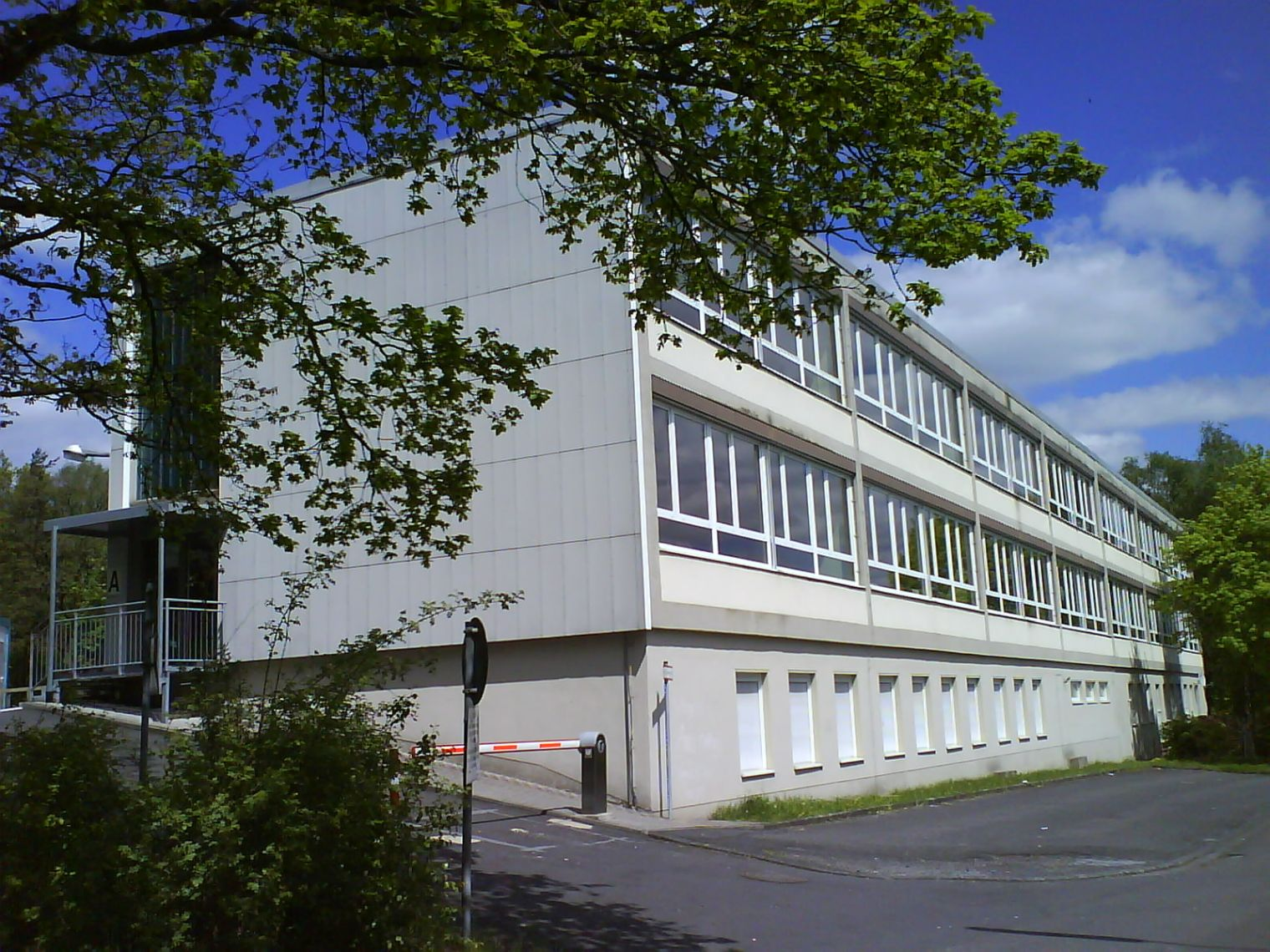
Ehemalige Realschule am Schießberg
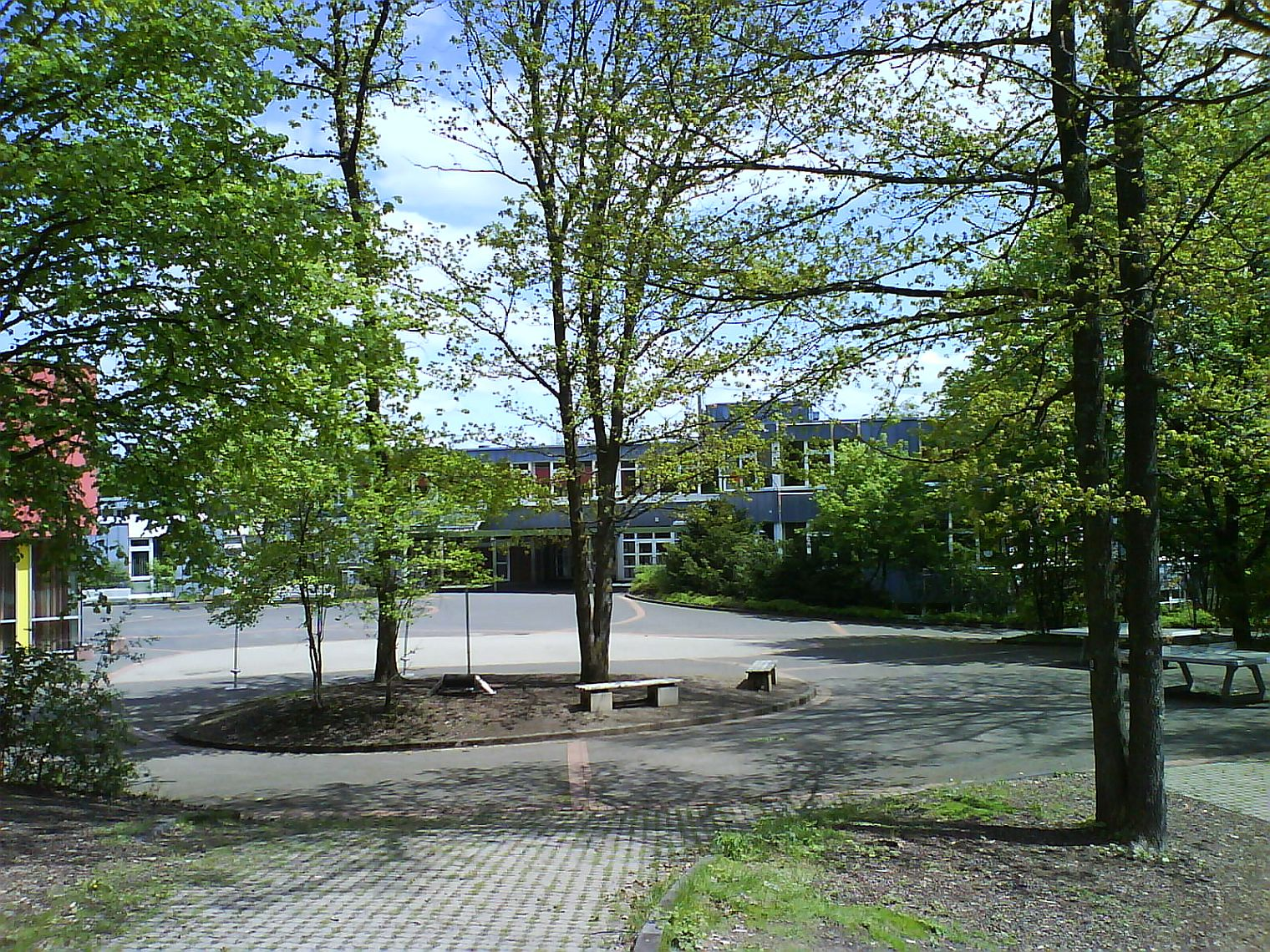
Ehemalige Geschwister-Scholl-Schule

### Industrie
Neben den Deutschen Edelstahlwerken haben auch weitere Unternehmen der metallverarbeitenden Industrie ihren Sitz in Geisweid. So war hier unter anderem das Unternehmen EEW-Pickhan angesiedelt, bei dem wiederholt der amerikanische Künstler Richard Serra seine Kunstwerke produzieren ließ. Die Firma wurde im Frühjahr 2019 geschlossen. Heute befindet sich auf dem Gelände die Firma AWS Schäfer Maschinenbau.

### Religionen und Weltanschauungen
Auf dem Gebiet des Stadtteils befinden sich mit der Talkirche, der Wenschtkirche und der Kirche St. Maria Immaculata drei Kirchengebäude der christlichen Konfessionen. Seit 1977 besteht in Geisweid zudem die von der DİTİB – Türkisch Islamische Gemeinde zu Siegen betriebene Selimiye-Moschee.

## Kultur und Sehenswürdigkeiten
Geisweid ist Heimat des mit 27 m² laut Guinness-Buch der Rekorde kleinsten Beatles-Museums der Welt. Vor dem Gebäude des Technologiezentrums in der Birlenbacher Straße befindet sich zudem ein aus dem Jahr 1898 stammendes 52 Tonnes schweres Schwungrad mit acht Metern Durchmesser, das zuvor seinen Dienst in den Geisweider Eisenwerken im dortigen Blockgerüst 2 des Blockwalzwerks versah. Das Technologiezentrum steht auf dem Gelände der ehemaligen Birlenbacher Hütte, deren Industrieanlagen in den 1980er und 1990er Jahren der Abrissbirne zum Opfer fielen.

### Bauwerke

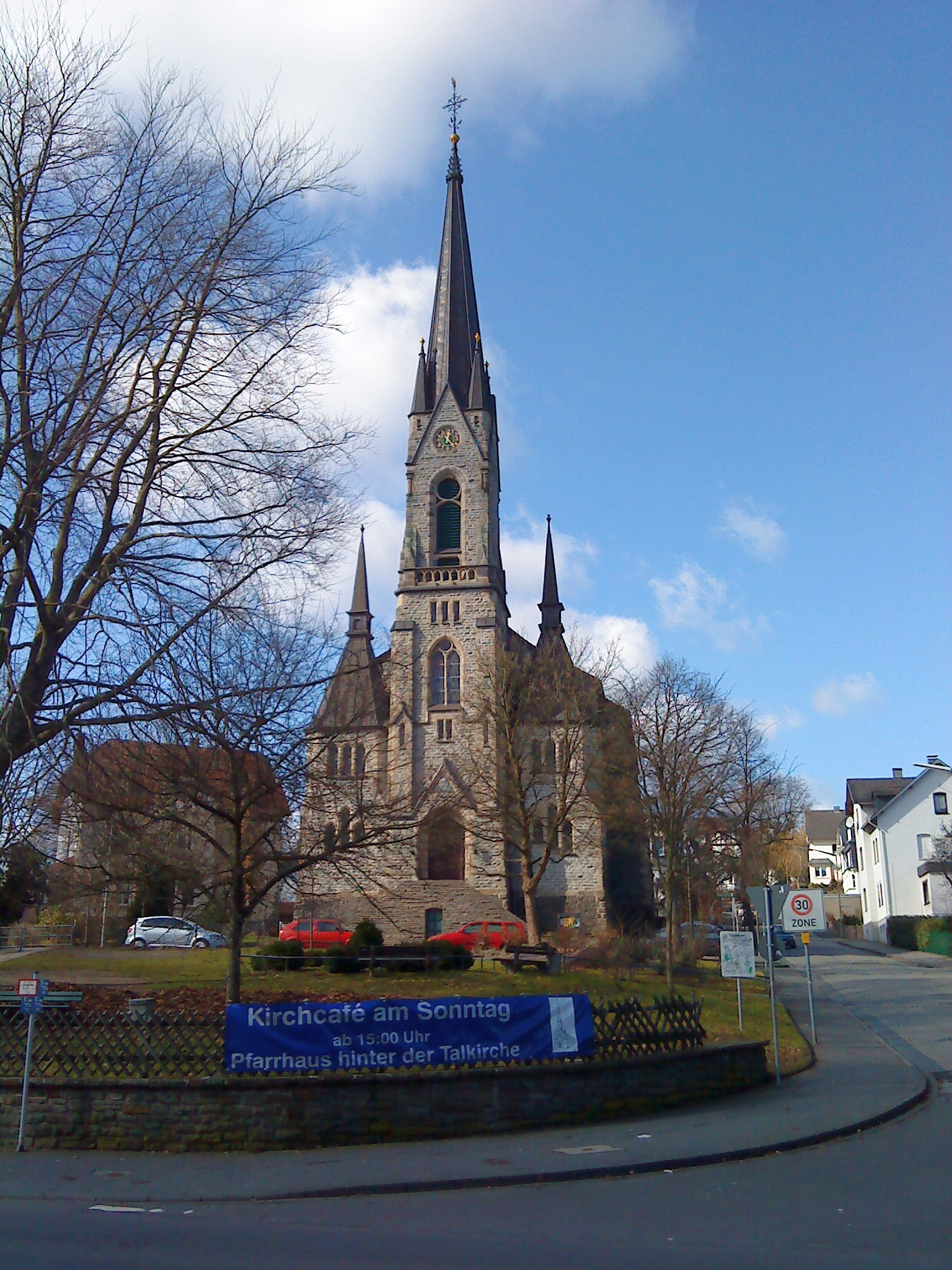
Talkirche in Geisweid

- Krupp-Hochhaus

Im Oktober und November 2009 wurde das ortsbildprägende und ehemals denkmalgeschützte 14-stöckige Krupp-Hochhaus mit einem Spezialbagger abgerissen. Eine Sprengung des 1957 eingeweihten Baus konnte nicht erfolgen, da in unmittelbarer Nähe die HTS verläuft.
- Talkirche

Im Zentrum Geisweids befindet sich die von der evangelisch-reformierten Kirchengemeinde genutzte Talkirche.
- Kirche St. Maria Immaculata

In dem zu Geisweid gehörenden Wohngebiet Wenscht befindet sich mit der 1959 errichteten Kirche St. Maria Immaculata am Hans-Böckler-Platz ein weiteres sakrales Bauwerk.
- Wenschtkirche

Ebenfalls in der Wenscht findet sich die am 29. Juni 1958 in Dienst gestellte Wenschtkirche.
- Geisweider Friedhof

Zudem verfügt Geisweid über einen zwischen dem Wohngebiet Ruhrst und dem Geisweider Zentrum gelegenen Friedhof.

## Sport

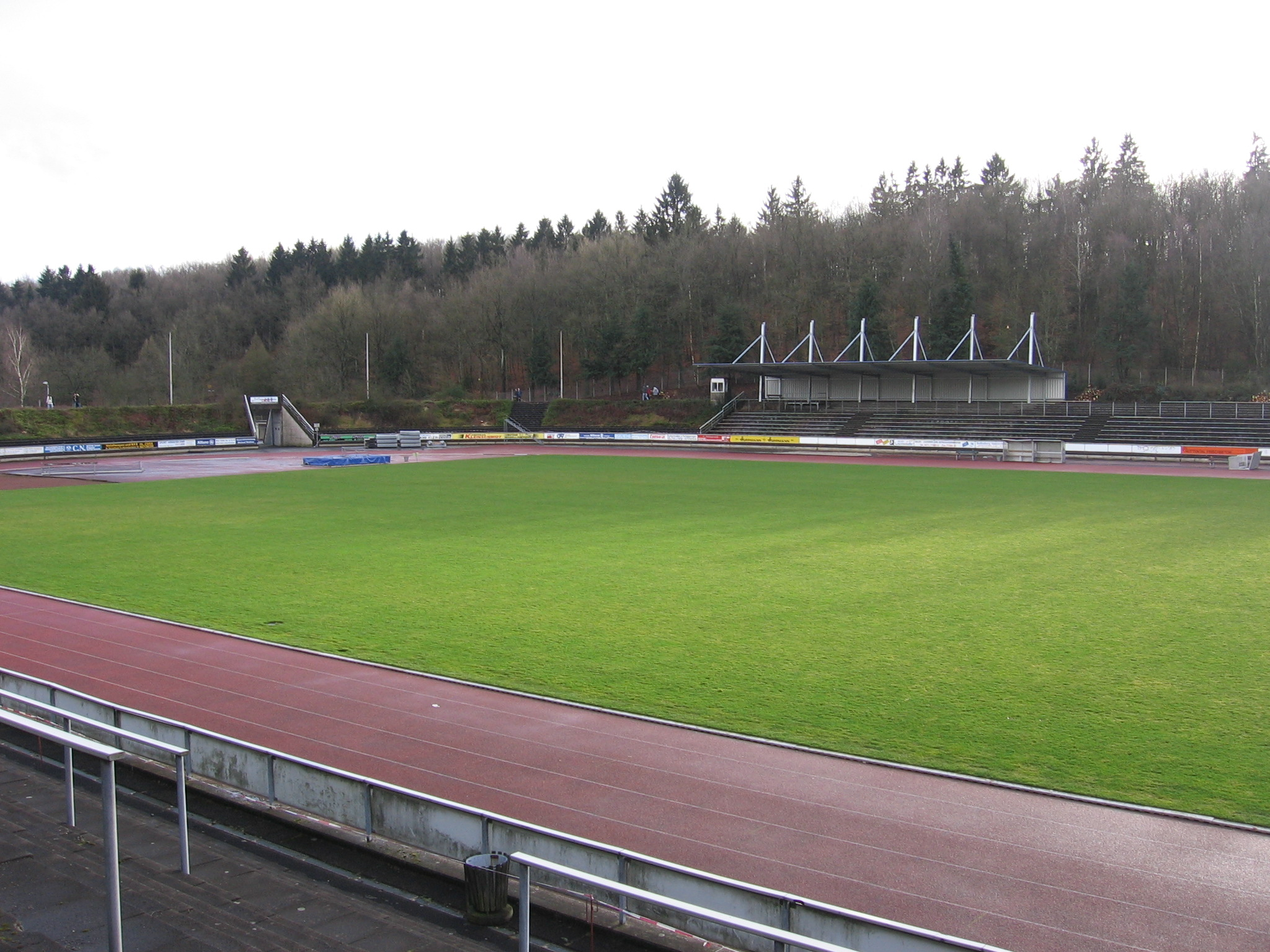
Hofbachstadion

Einer der vielen in Geisweid ansässigen Vereine ist der Fußballverein VfL Klafeld-Geisweid 08. In der Saison 1971/72 spielte die Mannschaft in der Regionalliga, die damals die zweithöchste Fußballklasse in der Bundesrepublik war. Ihre Heimspiele trägt die Mannschaft im Geisweider Hofbachstadion aus.
Des Weiteren ist auch ein traditionsreicher Sportverein, die TG Friesen, hier beheimatet.

## Regelmäßige Veranstaltungen

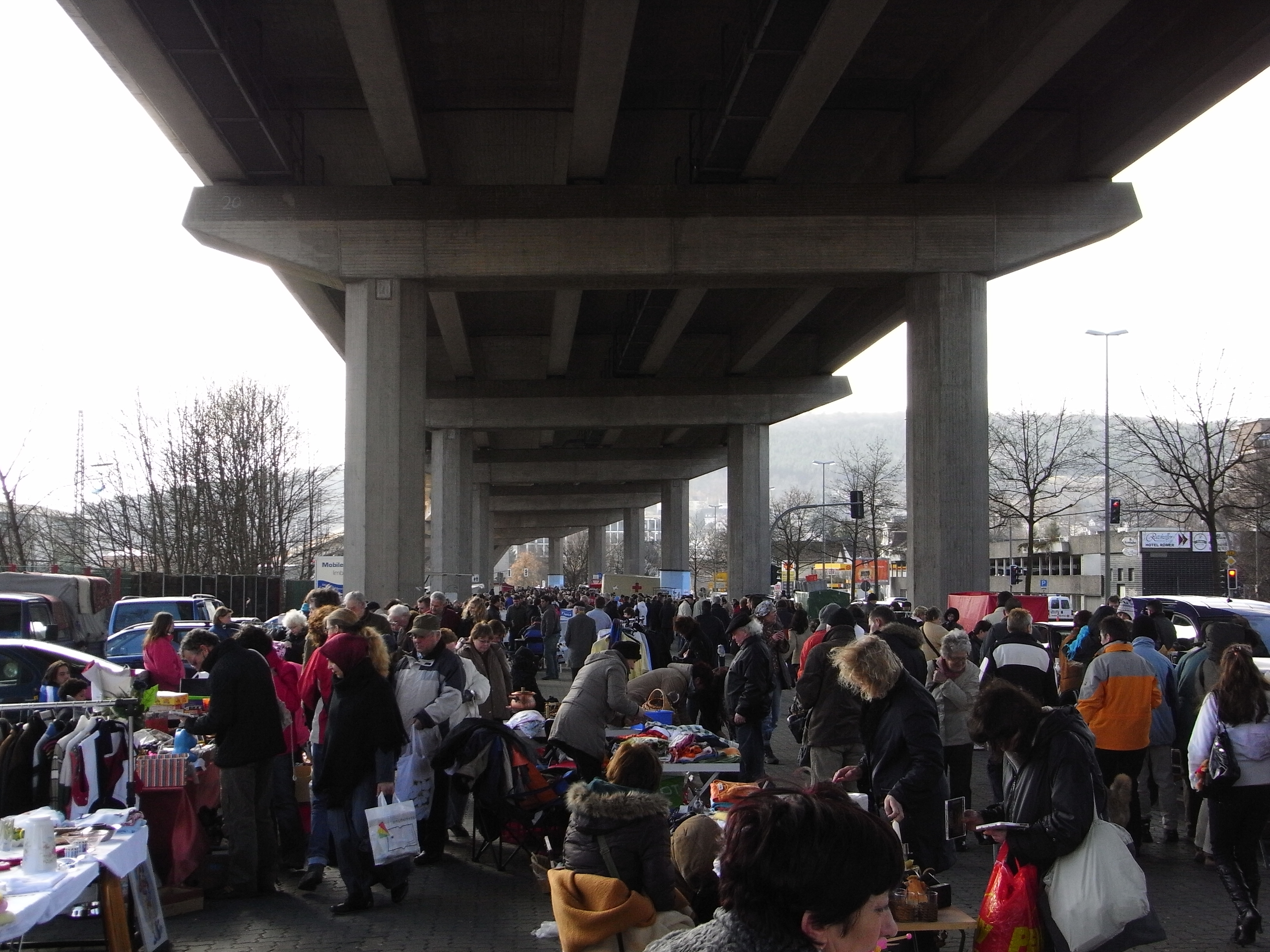
Geisweider Flohmarkt

In Geisweid findet von März bis November jeweils am ersten Samstag des Monats ein Flohmarkt statt. Dieser gehört zu den größten im südwestfälischen Raum.
Standort dieser seit 1970 durchgeführten Veranstaltung ist die ansonsten als Parkplatz genutzte Fläche unter der Hüttentalstraße, nachdem der Flohmarkt bis Anfang der 1990er Jahre zunächst im Geisweider Einkaufszentrum stattfand.

## Persönlichkeiten
- Erich Baeumer (1897–1972), Hühnerforscher
- Erich Schatzki (1898–1991), Flugzeugkonstrukteur
- Walter Schatzki (1899–1983), Buchhändler und Antiquar
- Richard Schatzki (1901–1992), Röntgenologe
- Heinrich Vormweg (1928–2004), Literaturkritiker, Essayist und Rundfunkautor
- Hartmut Glenk (1955–2020), Rechtswissenschaftler, Dozent und Publizist
- Dieter Falk (* 1959), Musikproduzent und Komponist